# 約翰遜鎮區 (阿肯色州利特爾里弗縣)
約翰遜鎮區（英語：Johnson Township）是位於美國阿肯色州利特爾里弗縣的一個行政鎮區。

## 地方資料
約翰遜鎮區的面積為144.34平方千米，當中陸地面積為134.95平方千米，而水域面積為9.39平方千米。根據2010年美國人口普查的數據，當地共有人口631人，而人口密度為每平方千米4.37人。